# Premi Obe Postma
El Premi Obe Postma (Dr Obe Postmapriis en frisó) és un premi a la traducció literària des de o cap al frisó. El premi que porta el nom de l'escriptor frisó Obe Postma es va establir el 1984 i es concedeix cada tres anys. Consta d'un certificat i un premi en efectiu (2.000 euros el 2002). L'organitza el Poder Executiu Provincial de Frísia.

## Llista de guardonats
- 1984 - Gerben Brouwer (lliurat pòstumament)
- 1987 - Toneelgezelschap Tryater
- 1990 - Douwe Tamminga
- 1993 - Klaas Bruinsma
- 1996 - Harke Bremer i Jarich Hoekstra
- 1999 - Jabik Veenbaas
- 2002 - Eric Hoekstra
- 2005 - Klaas Bruinsma
- 2008 - Tryntsje van der Zee
- 2011 - Anne Tjerk Popkema
- 2016 - Geart Tigchelaar
- 2020 - Jan Popkema